# Spinimegopis tibialis
Spinimegopis tibialis är en skalbaggsart som först beskrevs av White 1853.  Spinimegopis tibialis ingår i släktet Spinimegopis och familjen långhorningar.
Artens utbredningsområde är:
- Tibet.
- Nepal.

Inga underarter finns listade i Catalogue of Life.